# Граф Чичестер

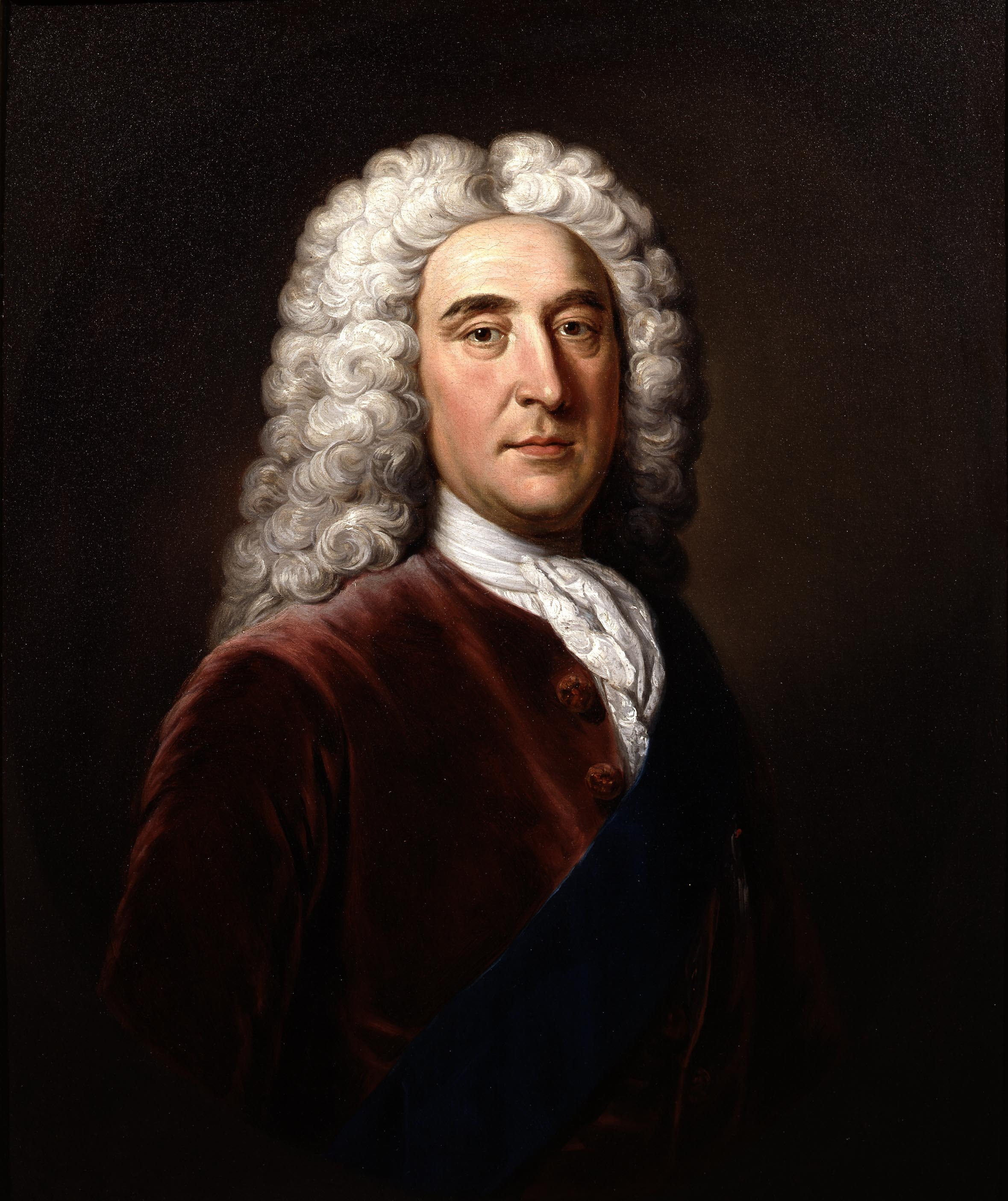
Томас Пелэм-Холлс, 1-й герцог Ньюкасл-апон-Тайн, 1-й герцог Ньюкасл-андер-Лайн (1693—1768)

Граф Чичестер (англ. Earl of Chichester) — наследственный аристократический титул, созданный трижды в британской истории.

## Первая креация (1644)
Титул графа Чичестера в графстве Суссекс был впервые создан 3 июня 1644 года в качестве Пэрства Англии для Фрэнсиса Ли, 1-го барона Дансмора (1598—1653). В 1618 году он уже получил титул баронета из Ньюнхема в графстве Уорикшир (Баронетство Англии). В 1628 году для него был создан титул барона Дансмора в графстве Уорикшир (Пэрство Англии). Лорд Чичестер не имел сыновей, после его смерти в 1653 году титулы барона Дансмора и баронета прервались. Его пасынок Джон Андерсон, сын его второй жены Одри Ботелер от первого мужа сэра Фрэнсиса Андерсона, который должен был унаследовать титулы барона Дансмора и баронета, скончался бездетным в 1630 году.
В 1653 году титул графа Чичестера унаследовал Томас Ризли, 4-й граф Саутгемптон (1607—1667), муж Элизабет Ли, дочери Фрэнсиса Ли, 1-го графа Чичестера. Лорд Саутгемптон не имел сыновей, после его смерти в 1667 году титул графа Чичестера угас.
Фрэнсис Ли, 1-й граф Чичестер, был внуком сэра Уильяма Ли, третьего сына Томаса Ли (ок. 1504—1571), лорда-мэра Лондона в 1558 году. Роулэнд Ли, старший сын сэра Томаса, был предком баронов Ли.

## Вторая креация (1675)
10 сентября 1675 года титул графа Чичестера был возрожден для Чарльза Фицроя, 1-го герцога Саутгемптона, 2-го герцога Кливленда (1662—1730), старшего внебрачного сына короля Англии Карла II (1630—1685) от Барбары Пальмер (урожденной Барбары Вильерс) (1640—1709), графини Кастлмен, затем 1-й герцогини Кливленд. В 1774 году после смерти его сына и преемника Уильяма Фицроя, 3-го герцога Кливленда, 2-го герцога Саутгемптона (1698—1774), не имевшего потомства, титулы прервались.

## Третья креация (1801)
Титул графа Чичестера был возрожден в третий раз 2 июня 1801 года для Томаса Пелэма, 2-го барона Пелэма и Стенмера (1728—1805). Семья Пелэм происходила от Томаса Пелэма из Лоутона (1540—1626) в Суссексе, который представлял в Палате общин Льюис и Суссекс. В 1611 году для Томаса Пелэма был создан титул баронета из Лоутона в графстве Суссекс (Баронетство Англии). Его преемником стал его сын, Томас Пелэм, 2-й баронет (1597—1654). Он заседал в Палате общин от Ист-Гринстеда и Суссекса. Его сын, Джон Пелэм, 3-й баронет (1623—1703), заседал в Палате общин от Гастингса и Суссекса. Его преемником стал его сын, Томас Пелэм, 4-й баронет (1653—1712). Он был депутатом парламента от Ист-Гринстеда, Суссекса и Льюиса, а также занимал посты комиссара таможни и лорда казначейства. В 1706 году для него был создан титул лорда Пелэма из Лоутона в графстве Суссекс (Пэрство Англии). Он женился вторым браком на Леди Грейс Холлс, дочери Гилберта Холлса, 3-го графа Клера (1633—1689). Их второй сын Генри Пелэм (1694—1754) был видным государственным деятелем и являлся премьер-министром Великобритании с 1743 по 1754 год.
В 1712 году баронский титул унаследовал Томас Пелэм-Холлс, 2-й барон (1693—1768), старший сын 1-го барона Пелэма. Как и его младший брат, он был влиятельным государственным деятелем и занимал пост премьер-министра с 1754 по 1756 и с 1757 по 1762 год. Лорд Пелэм унаследовал большие имения после смерти своего дяди по материнской линии Джона Холлса, 1-го герцога Ньюкасл-апон-Тайна (1662—1711), и в 1711 году принял дополнительную фамилию «Холлс», получив королевское разрешение. В 1714 году для Томаса Пелэма были созданы титулы виконта Хоутона в графстве Ноттингем и графа Клера. В 1715 году Томас Пелэм получил титулы герцога Ньюкасл-апон-Тайна и маркиза Клера (Пэрство Великобритании). Так как герцог не имел сыновей, в 1756 году он получил титул герцога Ньюкасл-андер-Лайна с правом передачи титула своему племяннику Генри Пелэму-Клинтону, 9-му графу Линкольну (1720—1794), сыну его сестры Люси Пелэм и Генри Клинтона, 7-го графа Линкольна, который был женат на его племяннице Кэтрин Пелэм, дочери Генри Пелэма. В 1762 году он получил титулы барона Пелэма и Стенмера в графстве Суссекс (Пэрство Великобритании).
В 1768 году после смерти бездетного герцога Ньюкасл-апон-Тайна титулы герцога Ньюкасл-апон-Тайна, графа Клера и барона Пелэма из Лоутона прервались. Титул герцога Ньюкасл-андер-Лайна перешел к его племяннику Генри Пелэму-Клинтону, графу Линкольну (1720—1794). Титул барона Пелэма из Стенмера унаследовал его кузен Томас Пелэм, 2-й барон (1728—1805). Он был сыном Томаса Пелэма (1705—1737), депутата парламента от Льюиса, третьего сына 3-го баронета. Как и его кузены, он также был политиком. Он представлял в Палате общин Рай (1749—1754) и Суссекс (1754—1768), занимал посты комиссара по торговле (1754—1761), лорда Адмиралтейства (1761—1762) и контролёра королевского двора (1765—1774). В 1801 году для него был воссоздан титул графа Чичестера (Пэрство Соединённого королевства).
Ему наследовал его старший сын, Томас Пелэм, 2-й граф Чичестер (1756—1826). Он также был влиятельным политиком и занимал посты главного секретаря по делам Ирландии (1783—1784, 1795—1798), министра внутренних дел (1801—1803), генерального почтмейстера (1807—1826), канцлера герцогства Ланкастерского (1803—1804). В 1801 году, ещё при жизни своего отца, он стал членом Палаты лордов, получив титул барона Пелэма из Стенмера. Его старший сын, Генри Пелэм, 3-й граф Чичестер (1804—1886), был лордом-лейтенантом графства Суссекс (1860—1886). Его преемником стал его старший сын, Уолтер Пелэм, 4-й граф Чичестер (1838—1902). Он заседал в Палате общин от Льюиса (1865—1874). Он скончался бездетным, ему наследовал его младший брат, преподобный Фрэнсис Годольфин Пелэм, 5-й граф Чичестер (1844—1905). Он был священником и занимал пост ректора Ламбета (1884—1894). Его сменил его старший сын, Джоселин Бруденелл Пелэм, 6-й граф Чичестер (1871—1926). Он являлся заместителем лейтенанта графства Суссекс. Его старший сын, Фрэнсис Годольфин Генри Пелэм, 7-й граф Чичестер (1905—1926), умер в молодом возрасте, графский титул унаследовал его младший брат, Джон Бакстон Пелэм, 8-й граф Чичестер (1912—1944). Участвовал во второй мировой войне, где получил чин капитана шотландской гвардии. Он погиб в ДТП, находясь на действительной военной службе.
По состоянию на 2024 год, обладателем графского титула являлся его посмертный сын, Джон Николас Пелэм, 9-й граф Чичестер (род. 1944), сменивший отца в апреле 1944 года. Лорд Чичестер работал в качестве члена Совета директоров в нескольких музыкальных организациях.

## Известные члены семьи Пелэм
- Достопочтенный Джордж Пелэм (1766—1827), епископ Бристольский (1802—1807), Эксетерский (1807—1820) и Линкольнский (1820—1827), третий сын 1-го графа Чичестера;
- Достопочтенный Фредерик Томас Пелэм (1808—1861), контр-адмирал королевского флота, второй сын 2-го графа Чичестера;
- Его Преосвященство достопочтенный Джон Томас Пелэм (1811—1894), епископ Норвичский (1857—1893), третий сын 2-го графа Чичестера;
- Генри Фрэнсис Пелэм (1846—1907), камден профессор древней истории в Оксфордской университете, старший сын предыдущего.

Семья Пелэм создала современный Стенмер-Парк и построила Стенмер-хаус. После Второй мировой войны опекуны графа Чичестера продали это имение «Brighton Corporation».
Современная родовая резиденция — Литл-Данфорд-Манор в окрестностях Солсбери в графстве Уилтшир.

## Графы Чичестер, первое создание (1644)
- 1644—1653: Фрэнсис Ли, 1-й граф Чичестер (1598 — 21 декабря 1653), сын депутата Палаты общин сэра Фрэнсиса Ли (1579—1625);
- 1653—1667: Томас Ризли, 4-й граф Саутгемптон, 2-й граф Чичестер (10 марта 1608 — 14 мая 1667), второй сын Генри Ризли, 3-го графа Саутгемптона (1573—1624), зять предыдущего.

## Графы Чичестер, второе создание (1675)
- 1675—1730: Чарльз Фицрой, 1-й герцог Саутгемптон, 2-й герцог Кливленд (18 июня 1662 − 9 сентября 1730), старший сын Карла II Стюарта (1630—1685), короля Англии (1660—1685), от Барбары Пальмер (1640—1709);
- 1730—1774: Уильям Фицрой, 3-й герцог Кливленд, 2-й герцог Саутгемптон (19 февраля 1698 — 18 мая 1774), старший сын предыдущего.

## Баронеты Пелэм из Лоутона (1611)
- 1611—1624: Сэр Томас Пелэм, 1-й баронет (1540 — 2 декабря 1624), младший сын Николаса Пелэма (ок. 1513—1560);
- 1624—1654: Сэр Томас Пелэм, 2-й баронет (22 сентября 1597 — август 1654), сын предыдущего;
- 1654—1703: Сэр Джон Пелэм, 3-й баронет (1623 — январь 1703), единственный сын предыдущего от первого брака;
- 1703—1712: Сэр Томас Пелэм, 4-й баронет (1653 — 23 февраля 1712), старший сын предыдущего, барон Пелэм с 1706 года.

## Бароны Пелэм из Лоутона (1706)
- 1706—1712: Томас Пелэм, 1-й барон Пелэм (1653 — 23 февраля 1712), старший сын 3-го баронета;
- 1712—1768: Томас Пелэм-Холлс, 2-й барон Пелэм (1 июля 1693 — 17 ноября 1768), старший сын предыдущего, герцог Ньюкасл-апон-Тайн с 1715 года, герцог Ньюкасл-андер-Лайн с 1756 года и барон Пелэм из Стенмера с 1762 года.

## Герцоги Ньюкасл и бароны Пелэм из Стенмера (1715/1756/1762)
- Томас Пелэм-Холлс, 1-й герцог Ньюкасл, 1-й барон Пелэм из Стенмера (1 июля 1693 — 17 ноября 1768), старший сын 1-го барона Пелэма.

## Бароны Пелэм из Стенмера (1762)
- 1762—1805: Томас Пелэм, 2-й Барон Пелхэм из Стенмера (28 февраля 1728 — 8 января 1805), сын Томаса Пелэма (ок. 1705—1737), граф Чичестер с 1801 года.

## Графы Чичестер, третье создание (1801)
- 1801—1805: Томас Пелэм, 1-й граф Чичестер (28 февраля 1728 — 8 января 1805), сын Томаса Пелэма (ок. 1705—1737), внук Генри Пелэма (ум. 1721) и правнук сэра Джона Пелэма, 3-го баронета (1623—1703);
- 1805—1826: Томас Пелэм, 2-й граф Чичестер (28 апреля 1756 — 4 июля 1826), старший сын предыдущего;
- 1826—1886: Генри Томас Пелэм, 3-й граф Чичестер (25 августа 1804 — 15 марта 1886), старший сын предыдущего;
- 1886—1902: Уолтер Джон Пелэм, 4-й граф Чичестер (22 сентября 1838 — 28 мая 1902), старший сын предыдущего;
- 1902—1905: Фрэнсис Годолфин Пелэм, 5-й граф Чичестер (18 октября 1844 — 21 апреля 1905), второй сын 3-го графа Чичестера;
- 1905—1926: Джоселин Бруденелл Пелэм, 6-й граф Чичестер (21 мая 1871 — 14 ноября 1926), старший сын предыдущего;
- 1926—1926: Фрэнсис Годолфин Генри Пелэм, 7-й граф Чичестер (23 марта 1905 — 22 ноября 1926), старший сын предыдущего;
- 1926—1944: Джон Бакстон Пелэм, 8-й граф Чичестер (12 июня 1912 — 21 февраля 1944), младший брат предыдущего;
- 1944 — настоящее время: Джон Николас Пелэм, 9-й граф Чичестер (род. 14 апреля 1944), единственный сын предыдущего;
  - Наследник: Ричард Энтони Генри Пелэм (род. 1 августа 1952), единственный сын майора Энтони Джорджа Пелэма (1911—1969), внук достопочтенного Генри Джорджа Годольфина Пелэма (1875—1949), второго сына 5-го графа Чичестера;
    - Наследник наследника: Дункан Джеймс Бергенгрен Пелэм (род. 24 ноября 1987), старший сын предыдущего.